# AD Estudiantes de Escazú
La Asociación Deportiva Estudiantes de Escazú, también conocido como Los Estudiantes, fue un club de fútbol de Costa Rica de la ciudad de Escazú en San José. Fue fundada en  1975 y se desempeñó en la  Tercera División de Costa Rica.

## Historia
En 1946 se logra un campeonato de segunda división con el Real Escazú, sin embargo no se asciende a la primera. Luego en la Liga Cantonal de Terceras Divisiones que arranca en 1962, los escazuceños han sido representados por una selección, llamada también la Primera División de Escazú.
Para 1977 Atlético Escazú y 1978 A.D Monestel rompe el esquema y queda campeón a nivel distrital y cantonal.
En 1979 se conforma una selección para representar a Escazú (U.D San Radarle). Al año siguiente los clubes Deportivo Franklin Monestel (campeón) y San Rafael (subcampeón)  fueron figuras entre los equipos más importantes de la tercera división de Costa Rica (CONAFA).
Nuevamente Franklin Monestel vuelve a figurar por la tercera división aficionada de CONAFA en los siguientes dos años.
No obstante en sus inicios, Estudiantes de Escazú era un club formado a mitad de los 70`s. Y ocupó los primeros lugares en los torneos de distritos Escazuceños.
Primero la A.D San Bosco en 1980. Luego en los años 1981 y 1982 Estudiantes es campeón distrital y cantonal en 3.ª. División (2.ª. División B de Ascenso) por la Zona D de Pavas de la Región 8 por ACOFA.
En 1983 la Unión Deportiva San Rafael de Escazú es campeón distrital y cantonal. Un año más tarde Los Estudiantes son selección de Fútbol en la Tercera División de Ascenso por ANAFA. Y sube a Segunda Liga Superior de Aficionada con los campeones regionales: Asociación Deportiva Vargas Araya (Montes de Oca), A.D. Alfaro Ruíz de Zarcero y Juventus de Río Frío de Guápiles.
En 1985 y 1986 la A.D. Ubaldo Cháves el campeona cantonal de terceras divisiones de ANAFA. Luego la Escuela de Fútbol Álvaro Banchs.
En 1989 Álvaro Banchs E.F es nuevamente campeón cantonal y logra un título regional; dándole el pase a la Segunda Liga Superior Aficionada.

## Palmarés
Torneos nacionales
- Campeón Nacional de Tercera División por ANAFA San José (1): 1984